# Hasan Ali Kaldırım
Hasan Ali Kaldırım (pronunție în turcă [hasan ali kaɫdɯɾɯm], n. 9 decembrie 1989) este un fotbalist turc care joacă pe postul de fundaș stânga pentru Fenerbahçe în Süper Lig. El a jucat, de asemenea, pentru Tucia la categoriile de vârstă U-19, U-20 și U-21, dar și pentru naționala mare.

## Primii ani
Născut din părinți turci din Isparta, Kaldırım a început să joace fotbal la vârsta de trei ani. A trecut pe la echipele de tineret ale lui TuS Koblenz înainte de a ajunge la Kaiserslautern în 2006. Începând la echipa sub 19 ani, Kaldırım a fost promovat la echipa a doua la începutul sezonului 2008-2009. Kaldırım a jucat pentru Mainz 05 în sezonul următor, declarând că a fost convins de Jörn Andersens să semneze cu echipa, oferindu-i multă încredere. La Mainz 05, Kaldırım a jucat în 19 meciuri pentru echipa a doua. După șase luni de la transfer, s-a întors la Kayserispor.

## Cariera pe echipe

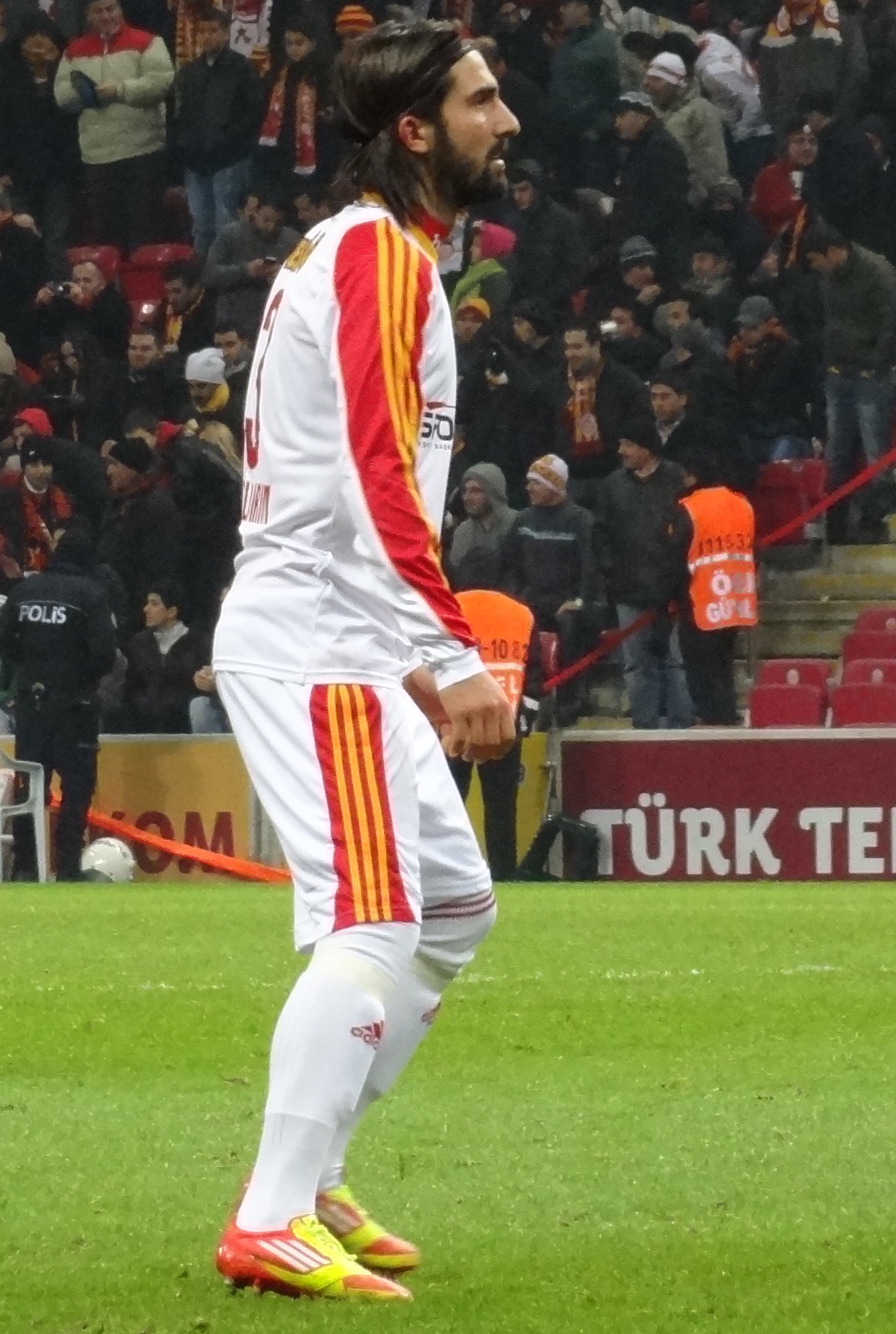
Hasan Ali jucând pentru Kayserispor

A debutat pe 6 februarie 2010 împotriva lui Galatasaray. În primul său sezon, Kaldırım a jucat 6 meciuri. În al doilea sezon, Hasan Ali a făcut progrese și a jucat în 15 meciuri. În al treilea sezon la Kayserispor, Hasan Ali a devenit titular și a jucat în 33 de meciuri. Datorită meciurilor bune făcute la Kayserispor, a fost chemat la echipa națională de fotbal a Turciei. A jucat în patru meciuri amicale consecutiv și a jucat bine, convingând-o pe Fenerbahçe să îl transfere. Hasan Ali Kaldırım a fost cumpărat de Fenerbahçe de la Kayserispor la 22 iunie 2012 pentru suma de 6.750.000 €. A marcat primul gol din carieră în meciul din Süper Lig împotriva lui Galatasaray pe 16 decembrie 2012. În turul primului sezon jucat pentru Fenerbahçe, Kaldırım a fost prima alegere pentru banda stângă a apărării, totuși, în sezonul 2013-2014, Michal Kadlec a devenit titular pe acea poziție în locul lui.

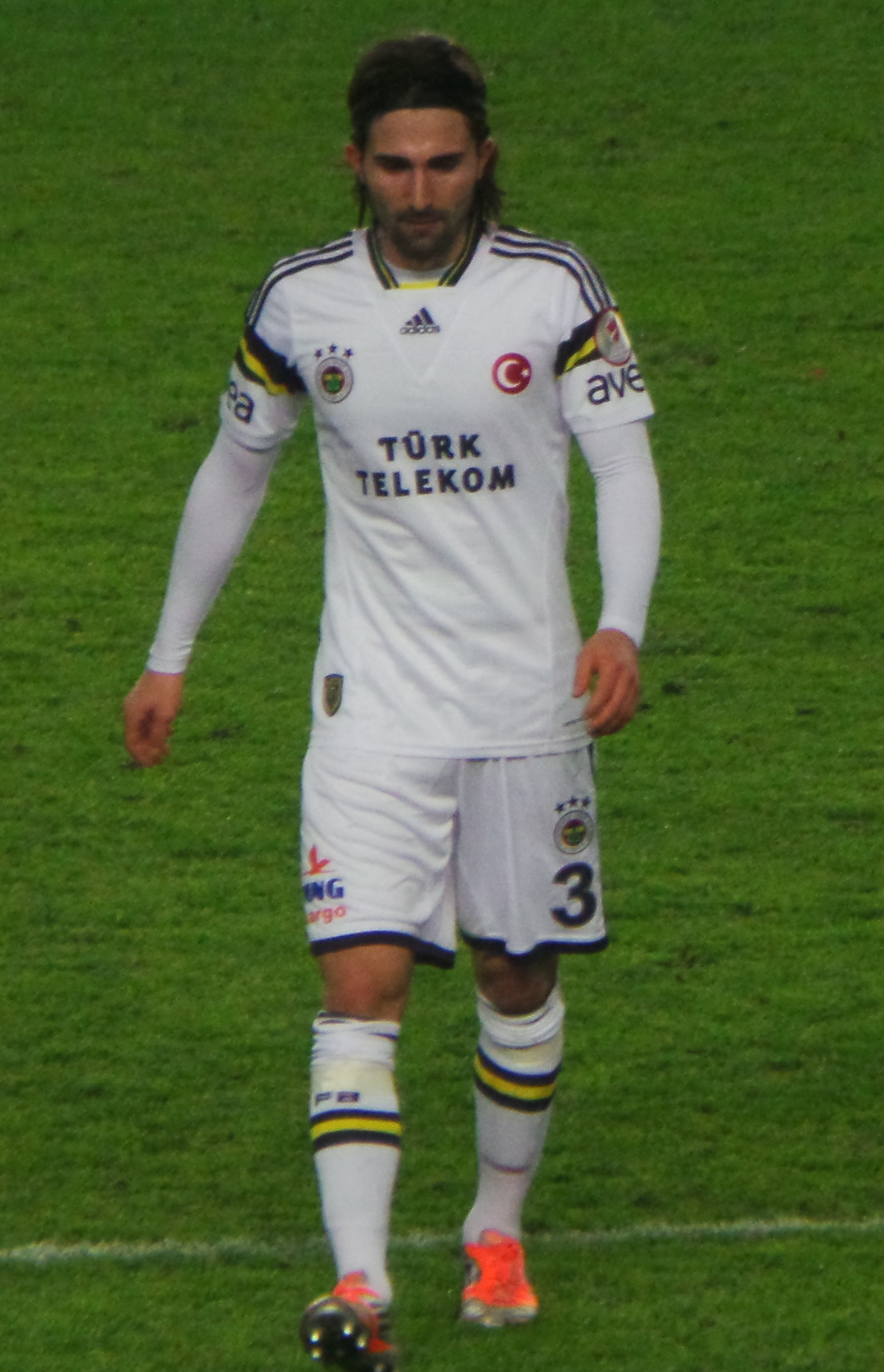
Hasan Ali, în timpul meciului cu Fenerbahçe

## Cariera la națională
Kaldırım și-a început cariera la națională la echipa Turciei sub 19 ani, înscriind un gol la singura sa selecție pentru această categorie de vârstă, cu Moldova. El a fost de asemenea chemat la categoriile U-20, U-21 și A2.

## Titluri
Fenerbahce
- Süper Lig: 2013-2014
- Cupa Turciei: 2012-2013
- Supercupa Turciei: 2014

## Viața personală
Kaldırım are un frate și o soră mai mică, ambii fotbaliști. De asemenea, îi place să urmărească meciuri de tenis și curse de Formula 1.